# Betario di Chartres
Betario (... – Chartres, 2 agosto VII secolo) è stato un vescovo franco di Chartres, venerato come santo dalla Chiesa cattolica.

## Biografia e culto
Betario è menzionato al 20º posto negli antichi cataloghi dei vescovi di Chartres, tra Pappolo e Magnobodo. Incerta è l'epoca del suo episcopato, compreso tra il 585, data dell'ultima attestazione del suo immediato predecessore Pappolo, e il 614, quando la sede di Chartres era occupata da Teodoaldo, che, secondo i cataloghi episcopali, era il quarto successore di Betario.
Esiste una vita di Betario, scritta attorno al IX secolo. Di nobili origini, studiò alla scuola capitolare di Chartres, e poi si ritirò a vita eremitica. Noto per la sua santità di vita, fu nominato da Clotario II cappellano di corte e poi vescovo di Chartres. Quando la città fu messa sotto assedio da Teodorico II, Betario si pose come suo principale avversario, ma ebbe salva la vita grazie ad alcuni miracoli compiuti a favore dei soldati nemici. Infine, secondo la vita, Betario prese parte ad un concilio a Sens, ignoto alle fonti conciliari di epoca merovingia.
Il Martirologio Romano lo ricorda il 2 agosto con queste parole: